# Pointe Nogent
La Pointe Nogent est un cap de Guadeloupe.

## Géographie
Il se situe à l'est de Anse Vinty et à l'ouest de la plage de Nogent qu'il sépare l'une de l'autre.

## Histoire
Elle fait partie de la zone de recherches archéologiques où on était découvert des poteries de l'époque pré-colombienne démontrant l’ancienneté de l'habitat dans ces environs.